# Liste des municipalités de l'État de l'Alagoas
L'État de l'Alagoas, au Brésil compte 102 municipalités (municípios en portugais).

## Municipalités

### A/C
- Água Branca
- Anadia
- Arapiraca
- Atalaia

- Barra de Santo Antônio
- Barra de São Miguel
- Batalha
- Belém
- Belo Monte
- Boca da Mata
- Branquinha

- Cacimbinhas
- Cajueiro
- Campestre
- Campo Alegre
- Campo Grande
- Canapi
- Capela
- Carneiros
- Chã Preta
- Coité do Nóia
- Colônia Leopoldina
- Coqueiro Seco
- Coruripe
- Craíbas

### D/J
- Delmiro Gouveia
- Dois Riachos

- Estrela de Alagoas

- Feira Grande
- Feliz Deserto
- Flexeiras

- Girau do Ponciano

- Ibateguara
- Igaci
- Igreja Nova
- Inhapi

- Jacaré dos Homens
- Jacuípe
- Japaratinga
- Jaramataia
- Jequiá da Praia
- Joaquim Gomes
- Jundiá
- Junqueiro

### L/P
- Lagoa da Canoa
- Limoeiro de Anadia

- Maceió (capitale de l'État de l'Alagoas)
- Major Isidoro
- Maragogi
- Maravilha
- Marechal Deodoro
- Maribondo
- Mar Vermelho
- Mata Grande
- Matriz de Camaragibe
- Messias
- Minador do Negrão
- Monteirópolis
- Murici

- Novo Lino

- Olho d'Água das Flores
- Olho d'Água do Casado
- Olho d'Água Grande
- Olivença
- Ouro Branco

- Palestina
- Palmeira dos Índios
- Pão de Açúcar
- Pariconha
- Paripueira
- Passo de Camaragibe
- Paulo Jacinto
- Penedo
- Piaçabuçu
- Pilar
- Pindoba
- Piranhas
- Poço das Trincheiras
- Porto Calvo
- Porto de Pedras
- Porto Real do Colégio

### Q/V
- Quebrangulo

- Rio Largo
- Roteiro

- Santa Luzia do Norte
- Santana do Ipanema
- Santana do Mundaú
- São Brás
- São José da Laje
- São José da Tapera
- São Luís do Quitunde
- São Miguel dos Campos
- São Miguel dos Milagres
- São Sebastião
- Satuba
- Senador Rui Palmeira

- Tanque d'Arca
- Taquarana
- Teotônio Vilela
- Traipu

- União dos Palmares

- Viçosa

## Sources
- Infos supplémentaires (cartes simple et en PDF, et informations sur l'État).
- Infos sur les municipalités du Brésil
- Liste alphabétique des municipalités du Brésil